# Papirus Oxyrhynchus 15
Papirus Oxyrhynchus 15 oznaczany jako P.Oxy.I 15 – fragment epigramu nieznanego autora napisanego w języku greckim. Papirus ten został odkryty przez Bernarda Grenfella i Arthura Hunta w 1897 roku w Oksyrynchos. Fragment jest datowany na III wiek n.e. Przechowywany jest w Special Collections Department biblioteki Uniwersytetu w Glasgow. Tekst został opublikowany przez Grenfella i Hunta w 1898 roku.
Manuskrypt został napisany na papirusie, w formie zwoju. Rozmiary zachowanego fragmentu wynoszą 9,2 na 15,7 cm. Tekst jest napisany w sposób nieregularną i pochyłą uncjałą.